# Ruy Blas (Hugo)

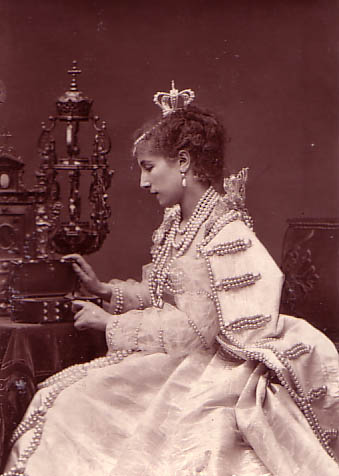
L'actriu Sarah Bernhardt vestida de Doña Maria de Neubourg, reina d'Espanya

Ruy Blas és un drama romàntic en cinc actes i en vers alexandrí de Victor Hugo, creat per la companyia del Théâtre de la Renaissance, a la sala Ventadour, el 8 de novembre de 1838.
L'heroi d'aquesta peça, Ruy Blas, desplega la seva intel·ligència i la seva eloqüència, tant per denunciar i humiliar una oligarquia acaparadora de béns de l'Estat com per mostrar-se digne de l'amor a la reina d'Espanya.

## Personatges
- Ruy Blas, criat de Don Salluste
- Don Salluste de Bazan, marquès de Finlas
- Don César de Bazan, comte de Garofa, cosí de Don Salluste
- Don Guritan
- Le comte de Camporeal
- Le marquis de Santa-Cruz
- Le marquis del Basto
- Le comte d'Albe
- Le marquis de Priego
- Don Manuel Arias
- Montazgo
- Don Antonio Ubilla
- Covadenga
- Gudiel
- Doña Maria de Neubourg, reina d'Espanya
- La Duquessa d'Albuquerque, cambrera major
- Casilda, serventa de la Reina
- Un lacai, un alcalde, agutzils, dames, senyors, consellers privats, dueñas, guardes, uixers de cambra i de la cort.